# Luca Flores
Luca Flores (Palermo, 20 ottobre 1956 – Montevarchi, 29 marzo 1995) è stato un pianista e compositore italiano.
È considerato tra i più interessanti esponenti della scena jazzistica italiana.

## Biografia
Nato a Palermo il 20 ottobre 1956, ultimo di 4 fratelli, nel 1959 si trasferisce con la famiglia in Mozambico. Qui inizia a suonare il pianoforte all'età di 5 anni. Rientrato in Italia nel 1966 trascorre un periodo a Roma e poi in Portogallo, per approdare a Firenze nel 1972, dove si diploma al liceo scientifico nel 1975. Studia al Conservatorio Luigi Cherubini ottenendo il 5º anno di organo e il diploma in pianoforte con 10 e lode nel 1981.
Il suo incontro con il jazz è dei primi anni '70: frequenta i circoli fiorentini come l'Andrea del Sarto dove conosce la nascente comunità di musicisti jazz italiani. Esordisce a livello nazionale nel "Tiziana Ghiglioni Sextet" (con Tiziana Ghiglioni, Maurizio Caldura Nuñez, Luca Bonvini, Franco Nesti, Alessandro Fabbri) con il quale registra il primo LP, Streams (1984). Insieme a Gianni Cazzola forma il quintetto "Matt Jazz Quintet" (con Maurizio Caldura Nuñez, Alessandro Di Puccio, Marco Vaggi). Con questi gruppi prende parte ai maggiori festival italiani. Successivamente forma il "Luca Flores Trio" (con Lello Pareti e Piero Borri).
Milita anche nei gruppi di Chet Baker, Massimo Urbani, Fulvio Sisti, Bruno Marini, Giko Pavan, Tiziana Simona.
Collabora inoltre con artisti quali, fra gli altri, Bruno Tommaso, Lee Konitz, Sal Nistico, Paolo Fresu, Gianni Basso, Paolo Damiani, Claudio Fasoli, Furio Di Castri, Riccardo Del Fra, Al Cohn, Eddie Lockjaw Davis, Steve Grossman, Larry Nocella, Al Grey, Bobby Watson, Bob Mover, Kenny Wheeler, Dave Holland, David Murray, Bobby Porcelli, Nicola Stilo, Enrico Rava, Muhal Richard Abrams, Tony Scott, Tullio De Piscopo, Pietro Tonolo, Giulio Capiozzo, Roberto Gatto, Alessandro Fabbri, Stefano Cantini, Alfred Kramer, Marc Abrams, Flavio Boltro, Diego Carraresi, Henghel Gualdi, Fabio Morgera, Michelle Bobko, Barbara Casini, Riccardo Bianchi, Lillo Quaratino,
Svolge dal 1979 al 1987 attività d'insegnamento a Firenze presso l'istituto Andrea del Sarto, ripresa nel 1993, e partecipa a Siena a seminari come insegnante di piano dal 1985 al 1987, periodo in cui ha avuto assiduamente a lezione tra gli altri anche Stefano Bollani. Ha avuto come maestri Roberto Pichini, Marco Vavolo, Enrico Pieranunzi e Franco D'Andrea.
Fuori dall'Italia si è esibito in Francia, Germania, Svizzera, Paesi Bassi, Unione Sovietica.
Nell'ottobre 1987 esplode la malattia mentale che lo accompagnerà per il resto della vita, portandolo a episodi di autolesionismo, fra cui il ferimento di una mano e di un orecchio e la conseguente perdita dell'udito da questo. Il disagio mentale lo porterà alla scelta estrema: il 29 marzo 1995, 10 giorni dopo un'ultima sessione di registrazione in piano solo al Planet Sound Studios di Firenze, muore suicida nella sua casa di Montevarchi.

## Dediche

### Libri
- Il disco del mondo, di Walter Veltroni - Rizzoli, 2003: Contiene il DVD "Il disco del mondo" diretto e prodotto da Roberto Malfatto;
- Angela, Angelo mio io non sapevo, di Francesca de Carolis, basato sul racconto dell'ultima compagna di Luca Flores, Michelle - Stampa Alternativa, 2007
- Luca Flores, Uomo, musicista, artista, di Luigi Bozzolan - Terre Sommerse, 2020

### Premi
- Italian Jazz Awards - Il primo Oscar Italiano della Musica Jazz Made in Italy votato dal pubblico, ideato e prodotto da ACM-Andrea Causi e dedicato alla memoria di Luca Flores
- Premio Speciale LUCA FLORES - assegnato al miglior solista nell'ambito del Barga Jazz Contest
- Concorso Luca Flores - concorso nazionale di esecuzione pianistica jazz (2008-2010)

### Cinema
- Piano, solo, film di Riccardo Milani, uscito nel 2007 ed interpretato da Kim Rossi Stuart. Tratto dal libro di Walter Veltroni Il disco del mondo.

### Musica
- Stefano Cocco Cantini scrive e incide "Flores" nel CD" L'Amico del vento" con Rita Marcotulli pubblicato da Egea Records,nel 2005
- Francesco Barberini gli dedica il brano “Flores Por Luca” nel CD “Quattroquinti Project” – pubblicato nel 1998 da Splasc(h) Records – CD H 643.2
- Fabio Morgera gli dedica il brano "Flores" nel CD "Slick" (1999) - Red Records
- Tiziana Ghiglioni gli dedica il CD “So Long Flores”, con liriche inedite di Diego Palazzo, Tiziana Ghiglioni e Luca Flores; musiche di Luca Flores. Pubblicato nel 2004 - Splasc(h) Records – CD HP 535.2 Historical Performances
- Simone Cristicchi nel 2010 dedica a Luca Flores un pezzo musicale, intitolato "Quattro minuti e 28 secondi", inciso sul disco Grand Hotel Cristicchi
- I Diaframma nel 2010 gli dedicano il video del brano "Io sto con te"
- Marco Vavolo gli dedica il CD "Concerto per Luca" con la composizione originale "Marco Vavolo per Luca" - PromoRec, 2010
- Dino Rubino gli dedica il brano “Flores” nel CD “ROAMING HEART” (2015), Tuk Music.
- Enrico Pieranunzi gli dedica il brano "Molto Ancora" in occasione del concerto per Luca nel 60º compleanno, al Teatro S. Cecilia, Palermo.

## Discografia

### A proprio nome
- 1986 - Sharp Blues - Matt Jazz Quintet - Splasc(h) Records – LP H 109.1 – CD H 109.2 (2003)
- 1986 - Riddles - Bruno Marini - Luca Flores - Splasc(h) Records –  LMJ 3334 – CD H 0533.2 (2003) Historical Performances
- 1987 - Where Extremes Meet - Matt Jazz Quintet & Guests - Splasc(h) Records – LP H 123.1 – CD H 123.2 (2003)
- 1990 - Sounds And Shades Of Sound - Luca Flores Trio - Splasc(h) Records – CD H 320.2
- 1993 - Love For Sale - Luca Alex Flores - Splasc(h) Records – CD H 396.2
- 1995 - For Those I Never Knew (piano solo) - Splasc(h) Records (postumo) – CD H 439.2
- 2003 - Matt Jazz Quintet Live : Trescore Cremasco (1984) & Siena (1985) - Splasc(h) Records – CD HP 517.2/518.2 Historical Performances (postumo)
- 2005 - Luca Flores suona la musica di Fabio Turchetti  (registrato 1985) - Incontronotte Records (postumo)
- 2007 - Concerto registrato a Firenze, 4/11/1994 - abbinato al CD della colonna sonora del film Piano, Solo - Sony-BMG (postumo)
- 2019 - INNOCENCE - Luca Flores: 16 tracce inedite registrate tra Giugno 1994 e Marzo 1995 - AUAND piano series AU3019-20 doppio CD (postumo)

### Collaborazioni
- 1985 - Streams - Tiziana Ghiglioni sextet - Splasc(h) Records – LP H 104.1 • 1989 - CD Version H 104.2
- 1986 - Barga Jazz Live, Barga Jazz Festival - 1º concorso di arrangiamento e composizione per orchestra jazz - PIRAS Edizioni Musicali
- 1987 - Easy To Love, Massimo Urbani quartet - Red Records
- 1987 - Dreams - Giko Pavan Group - Splasc(h) Records - LP H 128.1 • 2003 - CD Version H 128.2
- 1987 - A Night At The Sha-li-mar, Chet Baker quartet - Philology
- 1987 - Barga Jazz 1987, Live - Barga Jazz Festival - 2º Concorso di arrangiamento e composizione per Orchestra Jazz, diretta da Bruno Tommaso - Splasc(h) Records – LP HP 006.1 Historical Performances
- 1988 - Chet Baker's Last Recording as Quartet, Chet Baker quartet - Timeless
- 1989 - Coriandoli - Tiziana Simona e Riccardo Bianchi with Luca Flores, Tino Tracanna, Ettore Fioravanti - Guest: Jean Jacques Avenel - Splasc(h) Records – LP H 167.1
- 1995 - Body And Not Soul, Roberta Pierazzini quartet - SAM jazz
- 1995 - Errata Corrige, Nicola Stilo - Inclusi 2 brani registrati con Chet Baker, Aprile 1987 - Splasc(h) Records – CD H 440.2 (postumo)
- 2002 - LIVE at the SUPINO JAZZ FESTIVAL 1987, Massimo Urbani Quartet - Philology (postumo)